# Un año en la luna
Un año en la luna es una película de España,  dirigida por  Antonio Gárate  en 2005 y protagonizada por Alberto Jiménez, Armando del Río, Elena Ballesteros, Begoña Maestre, Jorge Monje.
Un año en la luna es la segunda película del director Antonio Gárate (Besos y abrazos), en la que plantea el debate entre las aventuras amorosas y los amores que atan. Begoña Maestre (conocida por su participación en la serie Motivos personales), Jorge Monje (Juana la Loca) y Elena Ballesteros (Paco y Veva) protagonizan esta producción sobre las dudas y el amor subvencionada por la comunidad de Navarra.

## Sinopsis
A finales de septiembre, Íñigo viene a Madrid para estudiar psicología y se queda en la casa de su hermana Esther, que vive con un escritor de relatos porno llamado Gabriel y que no está pasando por su mejor momento. Los tres comienzan relaciones a escondidas, pero a ninguno le resultará fácil distinguir si se trata de una simple aventura o si están viviendo una historia de amor. Y mientras lo descubren, acuden a un bar del centro de Madrid, La Luna, regentado por Alberto, un hombre muy ilusionado con su negocio, que esconde una historia de amor, pero que no atraviesa un buen momento económico.